# Mordechaj Miš'ani
Mordechaj Miš'ani (hebrejsky: מרדכי משעני, neformálně Moti Miš'ani,מוטי משעני) byl izraelský politik a bývalý poslanec Knesetu za Jeden Izrael.

## Biografie
Narodil se 10. dubna 1945 v Tel Avivu. Sloužil v izraelské armádě, kde dosáhl hodnosti majora (Rav Seren). Vystudoval právo. Pracoval jako právník. Hovoří hebrejsky, arabsky a anglicky.

## Politická dráha
V izraelském parlamentu zasedl po volbách v roce 1999, kde kandidoval za střechovou organizaci Jeden Izrael, do které se v té době sloučilo několik politických subjektů včetně jeho domovské strany Gešer. Mandát získal ale až dodatečně v únoru 2001 jako náhradník poté, co rezignoval poslanec Eli Goldschmidt.
Působil jako člen parlamentního výboru pro vnitřní záležitosti a životní prostředí, výboru pro práci, sociální věci a zdravotnictví, výboru státní kontroly a výboru House Committee. Předsedal podvýboru pro státní podniky.
Během působení v Knesetu došlo k odtržení strany Gešer od aliance Jeden Izrael. Miš'ani se před volbách v roce 2003 přidal ke straně Likud, za níž kandidoval, ale nebyl zvolen.